# Mandukya Karika
Die Mandukya Karika ist ein Kommentar in Versform zur Mandukya-Upanishad, der sehr wahrscheinlich von Gaudapada im 6. Jahrhundert geschrieben wurde.

## Etymologie
Die Sanskritbezeichnung Mandukya Karika leitet sich ab von māṇḍukya (माण्डुक्य), dem Titel der  Māṇḍukya-upaniṣad (vereinfacht zu Mandukya-Upanishad), und vom weiblichen Substantiv kārikā (कारिका) - Doktrin in Versform.

## Urheberschaft und Stellung des Texts
Wahrscheinlich war es Gaudapada (Gauḍapāda), der die Māṇḍukya Kārikā (vereinfacht zu Mandukya Karika) niederschrieb oder zusammenstellte. Einige Gelehrte wie beispielsweise Karl Harrington Potter bezweifeln jedoch aufgrund seiner textlichen Inhomogenitäten, dass das Werk nur von einem einzigen Autor verfasst worden war.
Die Mandukya Karika ist eine präzise Erklärung der Mandukya-Upanishad, welche ihrerseits zwar nur aus 12 Strophen besteht und somit eine der kürzesten Upanishaden darstellt, aber dennoch großen Tiefgang besitzt. Schon vor Adi Shankaras Zeiten war die Mandukhya-Upanishad als Śruti angesehen worden, besaß aber keine allzu große Bedeutung. Erst später erlangte sie höheres Ansehen und wurde gar als Essenz der Upanishaden betrachtet.
Die Mandukhya Karika ist die älteste systematische Abhandlung über Advaita Vedanta. Es sind aber durchaus noch ältere Schriften mit Advaita-Standpunkten vorhanden. Laut Nakamura wurde innerhalb des Hinduismus die Karika nicht nur in der Advaita-Schule verehrt, sondern auch im Vishishtadvaita und im Dvaita in hohen Ehren gehalten. Generell wurden die Schriften Gaudapadas von Advaita-Gelehrten zwar geschätzt aber nicht als Śruti angesehen. Gelehrte wie Ramanuja und Madhva, die nicht zum Advaita gezählt werden, betrachteten aber das 1. Kapitel sehr wohl als Śruti.

## Inhalt

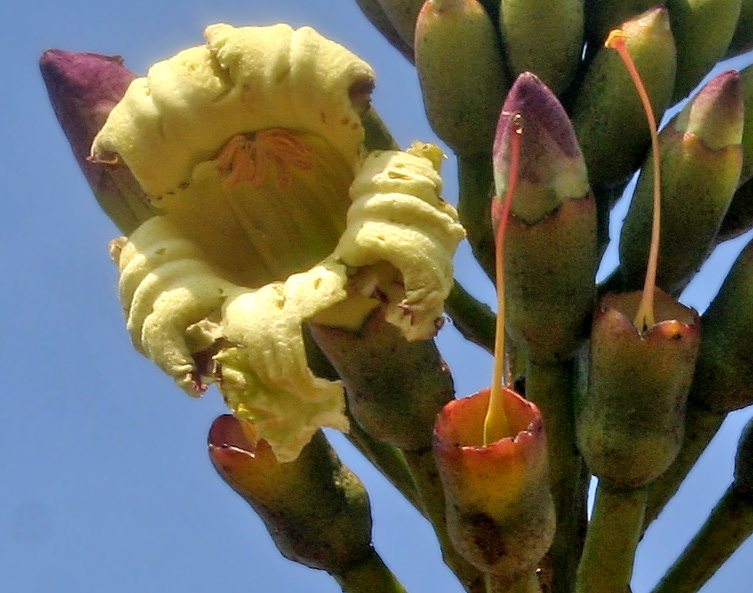
Manduk-Blüten (Oroxylum indicum)

Die Mandukya Karika (manchmal auch Gaudapada Karika) besteht aus insgesamt 215 Einzelversen, die in vier Kapiteln angeordnet sind.  Das erste Kapitel enthält 29 Verse (mit 12 Versen aus der Mandukya-Upanishad) und wird als Agama Prakarana (āgama prakaraṇa – Traditionelle Doktrin)  betitelt. Das zweite Kapitel mit der Bezeichnung  Vaitathya Prakarana (vaitathya prakaraṇa – Nicht-Realität) wird aus 38 Versen aufgebaut. Das dritte Kapitel heißt Advaita Prakarana (advaita prakaraṇa – Nicht-Dualität) und besitzt 48 Verse. Das mit 100 Versen sehr umfangreiche vierte Kapitel trägt den Titel Alatasanti Prakarana (alātashanti prakaraṇa – das Verlöschen des brennenden Holzscheits).

### Agama Prakarana  -  Traditionelle Doktrin
„बहिष्प्रज्ञो विभुर्विश्वो ह्यन्तःप्रज्ञस्तु तैजसः । 
घनप्रज्ञस्तथा प्राज्ञ एक एव त्रिधा स्मृतः ॥ १ ॥“

„bahiṣprajño vibhurviśvo hyantaḥprajñastu taijasaḥ
 
ghanaprajñastathā prājña eka eva tridhā smṛtaḥ“

„Vishva (das erste Viertel) ist alldurchdringend und erfährt die grobstofflichen externen Dinge. Taijasa (das zweite Viertel) erkennt die feinstofflichen inneren Zustände.
 Prājña ist eine Zusammenballung von Bewusstheit und steht allein unter den drei Zuständen.“

Das im Körper residierende Selbst kennt drei Bewusstseinszustände: Wachen, Schlafen (mit Träumen) und Tiefschlaf. Im Wachzustand erlebt das Selbst das Vishva, die Manifestation der in der Außenwelt sichtbaren Gegenstände. Im Traumzustand wird das Taijasa erfahren, interne Kreationen des Geistes, die in Träumen erscheinen. Im Tiefschlaf manifestiert sich Prajna, die unpolarisierten Früchte des Herzens voller Seligkeit. Die Beschreibung dieser Zustände im Mandukya Karika weist laut Arvind Sharma eine große Ähnlichkeit mit vergleichbaren Schilderungen in der Brihadaranyaka-Upanishad und anderen alten Texten des Hinduismus auf.
Im Kapitel 6 bis 9 stellt Gaudapada die während und vor seiner Zeit herrschenden traditionellen Ansichten über das Leben dar. Einige behaupten, die kosmische Manifestation ist ein Resultat der Ausdehnung des Selbst, andere sehen in ihr nur das Zauberwerk einer magischen Vorstellung. Wiederum andere meinen in ihr das Ergebnis der göttlichen Wunschnatur zu erkennen. Für die Manifestation sämtlicher Lebewesen wird gelegentlich auch Kala – die Zeit – heranbemüht. Im Kapitel 10 des Karika wird dann noch ein vierter Bewusstseinszustand des Selbst vorgestellt – Turiya – voller Nicht-Dualität (Advaita), alldurchdringend, unwandelbar und ohne Sorgen (Duhkha). Dieser von Gaudapada erwähnte vierte Bewusstseinszustand findet sich auch in den Kapiteln 8,7 bis 8,12 der Chandogya-Upanishad, die ihrerseits die vier Zustände Wachen, traumerfüllter Schlaf, Tiefschlaf und den jenseits des Tiefschlafs befindlichen vierten Zustand behandelt.
Weiter führt Gaudapada aus, dass die Zustände des Selbst Vishva und Taijasa als Quell von Ursache und Wirkung agieren können, wohingegen Prajna reine Ursache ist und Turiya keines von beiden. Wach- und Traumzustand führen zu Bewusstheit, Irrtümern und Unbewusstheit. Die in der Welt beobachtbare Dualität ist nichts anderes als Maya (Illusion), wo doch in Wirklichkeit nur Nicht-Dualität existiert.
Das Agama Prakarana endet mit einer Ausführung über die Silbe Om, ihren Symbolgehalt für das Brahman und für den Atman, der sich im Herzen aller Lebewesen aufhält.

„Om ist Seligkeit
Om ist Brahman,
das Höhere wie das Niedere,
als auch Ishvara, der in aller Herzen weilt,
maßlos und unendlich,
das Ende jeglicher Dualität
reine Seligkeit“

### Vaitathya Prakarana – Nicht-Realität
„वैतथ्यं सर्वभावानां स्वप्न आहुर् मनीषिणः ।
अन्तःस्थानात् तु भावानां संवृतत्वेन हेतुना ॥ १ ॥“

„vaitathyaṁ sarvabhāvānāṁ svapna āhur manīṣiṇaḥ
antaḥsthānāt tu bhāvānāṁ saṁvṛtatvena hetunā“

„Weise erkennen die Nicht-Realität sämtlicher im Traum erfahrenen Impressionen, die alle ihren Ausgangspunkt im Innern (des Körpers), in einem eingeschränkten Raum haben“

Im zweiten Kapitel vertritt Gaudapada die Ansicht, dass Traumobjekte während des Schlafs keine Realität besitzen, da der Träumende nie die Orte besucht, von denen er träumt. Was immer er träumen mag wird er beim Aufwachen wieder hinter sich lassen. Diese Ansicht findet sich auch in der Brihadaranyaka-Upanishad.
In den Versen 4 bis 6 des 2. Kapitels vertritt Gaudapada ferner den Standpunkt, dass in etwa vergleichbar zum Traumzustand auch im Wachzustand die eigentliche Realität für den Menschen verdeckt ist: alles, was am Anfang und am Ende nicht mehr zugegen ist, hat auch dazwischen keinerlei Existenz.
Wenn wir schlafen haben wir den Eindruck, dass Gegenstände in der Außenwelt über die wir träumen real sind, wohingegen Zustände im Inneren als irreal betrachtet werden. Im Wachzustand werden jedoch beide als irreal erkannt. So wird in den Versen 10 bis 15 behauptet, dass egal was wir im Wachzustand als real und irreal erfahren nur eine Überlagerung der letztendlichen Wahrheit darstellt. Gaudapada ist sich bewusst, dass eine solche Behauptung die Frage nach sich zieht, wer die Irrealität des Internen und des Externen sich nur einbildet, wer dies tatsächlich erfährt und wer nur darüber nachdenkt ? Im Abschnitt über das Atman (Selbst, Seele) wird Gaudapada dann hierzu eine Antwort geben.
Gaudapada fährt fort, dass wir während des Begreifens von Gegenständen wahrnehmen und denken. Dieser Vorgang sagt aber nichts über die Natur von Realität und Irrealität aus, genauso wenig wie unsere Furcht vor einem Stück Seil in der Dunkelheit, das wir irrtümlicherweise für eine Schlange halten. Laut Gaudapada konstruieren wir uns Realitäten und meinen, dass sich der Jivatman aus Dingen wie Prana (Atem), Loka (Welt), Deva (Götter), Bhoktr (Genießer), Bhojya (Genießbares), Sukshma (Feinstoffliches), Sthula (Grobstoffliches), Murta (Materielles), Amurta (Immaterielles) und so weiter zusammensetzt.
Ferner sagt Gaudapada, dass wir mit unserem Geist uns Dinge einbilden, dass der Geist Dinge erfinden und dann auch wieder zerstören kann. Dennoch ist all dies vom Atman nicht verschieden. Alle Geisteskonstrukte erzeugen Dualitäten in unserer Einbildung, sie sind illusionär (Maya). Die letztliche Wahrheit ist ohne Dualität, sie ist der Atman (Verse 33 bis 36). Wer gelernt hat, sämtliche Anhaftungen zu meistern und zu transzendieren, sämtliche Ängste und jeden Ärger zu überwinden, befindet sich jenseits sämtlicher Dualitäten, kennt sein Selbst und ist fest in seiner inneren Nicht-Dualität verankert. Derart weise gewordene Individuen kümmern sich nicht um das Lob anderer, befinden sich jenseits aller gesellschaftlichen Zeremonien und sind heimatlose Wanderer, da sie die innere und auch die äußere Wahrheit in sich selbst verwirklicht haben (Verse 36 bis 38). Sie bleiben ihrer inneren Natur auf Schritt und Tritt treu.

### Advaita Prakarana – Nicht-Dualität
„Pflichten der religiösen Verehrung ergeben sich nur für Menschen,
 die glauben, nur weil etwas neu(geboren) sei
 müssten sie verdrieslich sein.
 Ich werde daher auf den
entgegengesetzten Zustand eingehen, in dem (…)“

Gaudapada eröffnet das 3. Kapitel mit einer Kritik devotioneller Verehrung jeglicher Art und behauptet, dies würde der Annahme statt geben, das Brahman-Atman sei neuentstanden. Er behauptet vielmehr, dass das nicht-duale Brahman-Atman (Selbst) nur aus einer scheinbaren Dualität heraus Jivas (individuelle Seelen) hervorbringt, selbst jedoch während dieses Vorgangs davon unberührt bleibt. Zur Verdeutlichung dieses Sachverhalts bedient er sich hierzu der Analogie des Topfes und des ihn umgebenden Raumes. Das Selbst ähnelt dem umgebenden Raum und die Jivas dem im Topf eingeschlossenen Raum. Wird der Topf zerstört, so vereinigt sich der in ihm eingeschlossene Raum mit dem umgebenden Außenraum. Folglich sind hiernach auch die Jivas jetzt wieder eins mit dem Selbst.
Gaudapada verweist auf die Upanishaden wie beispielsweise die Brihadaranyaka-Upanishade, die ebenfalls lehren, dass der eigene Atman (Selbst) mit dem Atman in anderen Lebewesen identisch ist und dass all diese Atmane letztlich im Brahman aufgehen. Gaudapada gesteht ein, dass manche Upanishaden einen Unterschied zwischen Brahman und der individuellen Seele gelten lassen – dies sei aber nur darauf zurückzuführen, dass diese Textstellen diesen scheinbaren Unterschied hervorkehren, da sie an eine scheinbare abgetrennte Schöpfung glauben. In Wirklichkeit gibt es keine abgesonderte Erschaffung der Seelen, da sie laut Gaudapada mit Brahman identisch sind. Man sollte Passagen für spirituelle Unterrichtung nicht falsch auslegen. In den Versen 3,17 bis 3,18 gibt Gaudapada zu, dass Anhänger des Dualismus mit seiner Ansicht nicht übereinstimmen. Die alten Textstellen räumen der Dualität im Bereich der Erscheinungswelt durchaus eine Berechtigung ein, wohingegen aber Nicht-Dualität tatsächlich die letztendliche Realität darstellt.
Verse 3,33 bis 3,36 führen aus, dass Bewusstsein ohne konzeptuelle Konstrukte ungeboren und mit dem Objekt seines Bewusstseins – dem Brahman – identisch ist. Ein ungeborenes Bewusstsein ist keine blose Metapher, sondern absolut real. Ein derartiges Bewusstsein erstrahlt ohne von Angst getrübt zu werden, fern jeder Worte und Gedanken, ruhig und bewegungslos, voller Gleichmut und Licht. Diese Eigenschaft innerer kontaktloser Konzentration (Asparsha Yoga) ist selbst für die meisten erfahrenen Yogis nur schwer zu erreichen, da selbst sie noch durch ihre eigene Furcht von dieser furchtlosen Seligkeit abgelenkt werden. Dieses Bewusstsein unbeschreiblicher innerer Ruhe kann nur durch Selbstreflexion, durch Verstehen und unter Aufgabe unserer Verhaftung an Frustration (duhkha) und Vergnügen (sukha) erlangt werden.

### Alatasanti Prakarana – Das Verlöschen des brennenden Holzscheits
Das letzte Kapitel des Gaudapada Karika ist in einem vollkommen anderen Stil geschrieben als die ersten drei. Es öffnet mit einer Lobpreisung sämtlicher Hervorragendsten aller Menschen, durch ihr Bewusstsein der Nicht-Dualität  vergleichbar mit kosmischem  Raum, frei von Selbstwidersprüchen und Verwirrungen und ausgestattet mit einem Verständnis des Dharma. Verse 3 bis 10 wiederholen Inhalte aus früheren Kapiteln mit anderem Wortlaut. Die Verse 11 bis 13 zitieren die Schlüsselposition des Samkhya über Dualität, unterziehen sie einer genauen Untersuchung und stellen danach die Frage, wieso und warum eine Ursache immerwährend sein soll? Es wird ferner aufgezeigt, dass die Samkhya-Prämisse, die Ursache wird als ihre Wirkung geboren, zu einer unendlichen Regression führt und daher nicht überzeugt.
Die Mandukya Karika beschäftigt sich sodann mit der buddhistischen Theorie des Ajativada (Nicht-Entstehung). Wie die Schlüsselposition des Samkhya wird auch sie auf dreifache Weise untersucht. Die Nichtentstehungsprämissen haben nur dann Sinn, wenn weder der Ausgangspunkt noch das Ende einer Sache bekannt sind. Da wir aber den Ausgangspunkt von egal welchen Produkten kennen, trifft die Ajativadaprämisse in diesem Fall nicht zu. Außerdem begeht die Prämisse in seiner Argumentation den Fehler des Sadhyasama, d. h. sie benützt Beispiele, die erst noch bewiesen werden müssen. Zum dritten wird in den Versen 29 bis 41 behauptet, dass weder das Samsara noch Mukti (Befreiung) einen Anfang oder ein Ende besitzen, denn alles Geborene besitzt ein Ende und alles Ungeborene ist endlos.
In den Versen 45 bis 52 wird behauptet, dass nur Bewusstsein (Vijnana) eine Realität besitzt und vergleicht dies mit einem Holzscheit vor und während des Verbrennens. Dem ganz analog konstruieren oder demontieren wir unseren Bewusstseinszustand. In den Versen 53 bis 56 wird behauptet, dass es weder Ursachen noch Auswirkungen gibt und wiederholt, dass allein das Bewusstsein eine alleinige reale Existenz besitzt. Alles ist vergänglich, nichts von Ewigkeit und alles von Natur aus anfanglos. (Verse 57 bis 60)
Die Verse 61 bis 81 wiederholen Textstellen zum Thema der vier Zustände aus vorangegangenen Kapiteln,  um die Prämissen über Impermanenz und Nicht-Entstehung zu untermauern. Anhaften an Nicht-Realem bewirkt Verlangen, Sorgen (Duhkha) und Furcht, wohingegen Loslassen von derartigen Zuständen frei macht und zum Samadhi überleitet. Verse 87 bis 89 stellen drei Formen von Verständnis vor: Laukika (gewöhnlich, erkennt Objekt und Subjekt als real an), Shuddha laukika (geläutert, das Erkennen an sich wird als real betrachtet, nicht jedoch die Objekte) und Lokottara (oberhalb dem Mundänen angesiedelt, weder Erkennen noch Objekte werden als real anerkannt).
In den Versen 90 bis 100 wird Agrayana, das Gefährt für den Wissensprozess, vorgestellt. Der Text führt aus, dass alle Dharmas anfanglos und unverschieden sind und nur aus Bewusstsein bestehen. Nur unerfahrene Menschen sehen Dualität, wohingegen weise Menschen nur Nicht-Dualität und eine nur schwer zu verstehende undifferenzierte Realität erkennen. Die letzten Verse des 4. Kapitels  fügen hinzu, dass die Unterweisung Buddhas darin besteht, dass Bewusstsein die Dharmas nicht berührt. Leider hat Buddha selbst weder über Bewusstsein noch über Dharma etwas ausgesagt!

## Datierung
Laut Nakamura sollen die ersten drei Kapitel ein älteres Substrat darstellen. Das Kapitel 3 war weitestgehend zwischen 400 und 500 fertiggestellt. Kapitel 1 war schätzungsweise zwischen 300 und 400 abgeschlossen worden. Kapitel 2 liegt zeitlich zwischen Kapitel 1 und Kapitel 3. Das Kapitel 4 ist jüngeren Datums und wurde wahrscheinlich größtenteils zwischen 400 und 600 niedergeschrieben.

## Weiterführende Literatur
- Dvivedi, Manilal N.: The Mandukyopanishad: With Gaudapada's Karikas and the Bhashya of Sankara. Jain Publishing Company, 2003.
- Fox, Douglas: Dispelling the Illusion. SUNY Press, Albany 1993.
- Jones, Richard H.: Gaudapada: Advaita Vedanta's First Philosopher. Jackson Square Books, New York 2014.
- King, Richard: Early Advaita Vedanta and Buddhism: The Mahayana Context of the Gaudapadiya-Karika. SUNY Press, 1995.

## Weblink
- Die Mandukya-Upanishad/Mandukya Karika, Shankaras Kommentar und Anandagiris Tika Übersetzt von Swami Nikhilananda, als Online Ebook